# Human flag

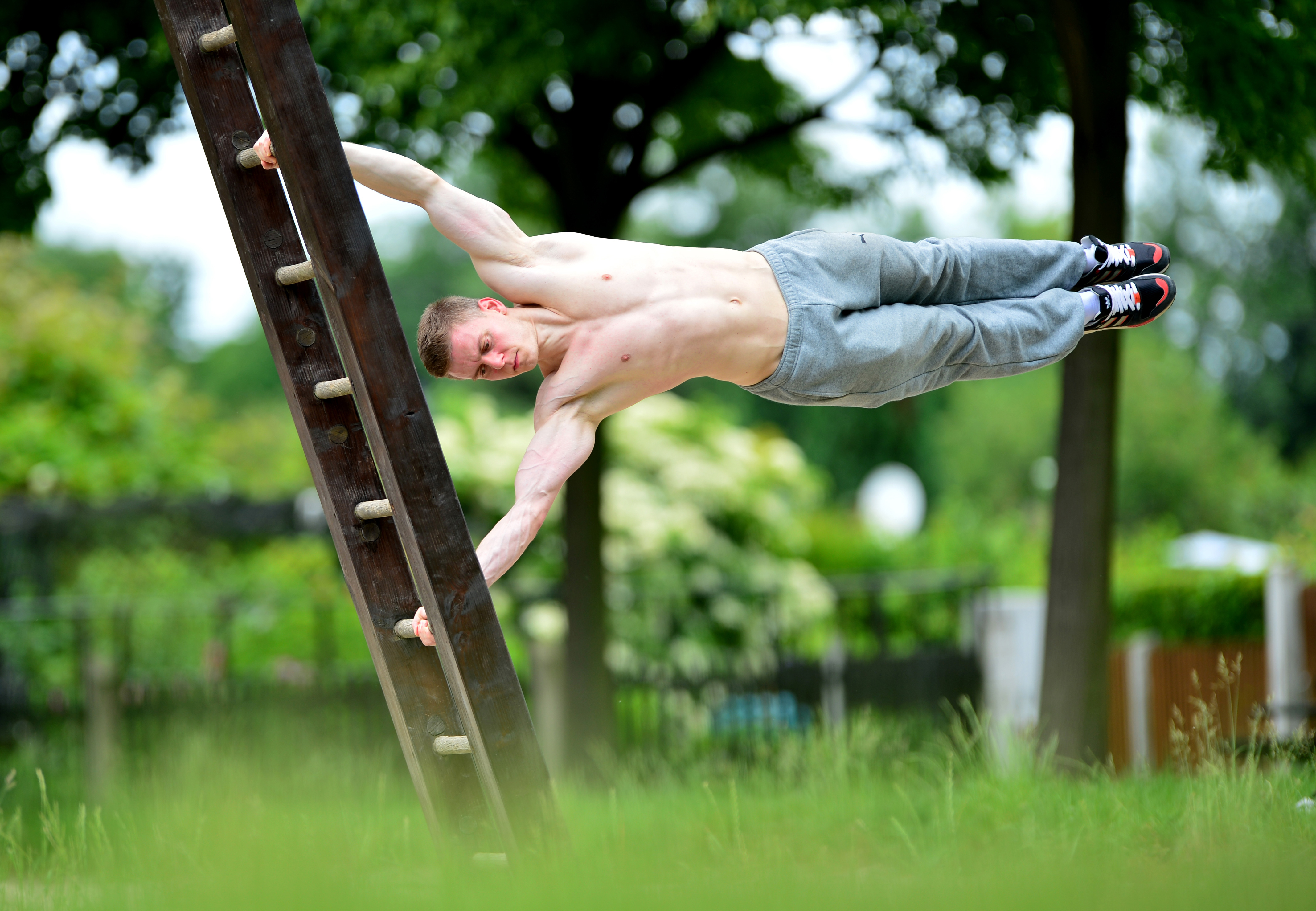
Human Flag

Es un movimiento utilizado en la calistenia, o gimnasia artística donde el cuerpo queda paralelo al suelo, apoyado en una barra vertical. Se forma una línea recta con los brazos y todo el cuerpo hasta la punta de los pies. Por lo que realizarlo requiere tener trabajada la zona superior del cuerpo.

## Técnica
El brazo de arriba simplemente funciona de agarre y se deberá "tirar" hacía ti sin perder la rectitud del brazo (codos rectos). y con el brazo de abajo justo lo contrario, se deberá empujar sin tampoco perder la rectitud del brazo. Hay muchas variaciones de human flag, las cuales incluyen diversas dificultades, como realizarla con las piernas abiertas, encogidas, un poco hacia arriba, etc.
Es recomendable empezar desde progresiones muy fáciles hasta estar seguro, ya que si se realiza una mala técnica puede ser perjudicial para los hombros.
- Datos: Q15069887
- Multimedia: Human flag / Q15069887